# 馬夫德里基
50°9′15″N 23°46′19″E / 50.15417°N 23.77194°E
馬夫德里基（烏克蘭語：Мавдрики），是烏克蘭西部的村莊，隸屬利維夫州的利維夫區。該村面積0.41平方公里，海拔高度231米，2001年人口159，人口密度每平方公里387.8人。